# Richard Salis
Richard Salis (* 7. März 1931 in Stettin; † 8. Mai 1988 in Reutlingen) war ein deutscher Schriftsteller und Herausgeber.

## Leben
Richard Salis war der Sohn eines städtischen Arbeiters und wuchs in Stettin auf. Mit der Mutter floh er 1947 nach Westdeutschland, wo er in Heide eine Sandformerlehre in einer Gießerei absolvierte. 1950 ließ er sich in Reutlingen nieder, wo er als Angestellter einer grafischen Kunstanstalt arbeitete. Mit seinem Mitbewohner Günter Bruno Fuchs veröffentlichte Salis ab Mitte der 1950er Jahre mehrere Bände mit Aphorismen und Gedichten. 1952 begründete er, ebenfalls mit Günter Bruno Fuchs sowie dem Maler Winand Victor, die Reutlinger Telegramm-Gruppe, an der er bis zum Ende der Publikation 1958 mit zahlreichen anderen Literaten und bildenden Künstlern mitarbeitete. 1957/58 gab Salis die Zeitschrift Visum heraus, die später in die alternative aufging, deren Mitherausgeber er bis 1960 war. 1961/62 erschien Salis’ Satiremagazin Das Fallbeil. Von 1966 bis 1986 gab er die Reutlinger Drucke heraus, bis 1970 zusammen mit dem Lübecker Lyriker Karl Albrecht. Er war außerdem Mitherausgeber der Anthologie Respektlose Lieder und Herausgeber der Autorenselbstporträts unter dem Titel Motive. Er lebte zuletzt in Pfullingen und starb 1988 an Nierenversagen.

## Werke
- Fenster und Weg, Halle 1955 (zusammen mit Günter Bruno Fuchs und Dietrich Kirsch)
- Lyrik für Eingeweihte, Reutlingen 1956
- Striche durch deine Existenz, Reutlingen/Württ. 1957
- Respektlose Lieder, Tübingen [u. a.] 1970 (zusammen mit Frank Auerbach)
- Marginalien, Reicheneck 1987
- Mit der gefiederten Schlange, Tübingen 2001

## Herausgeberschaft
- Motive, Motive, Tübingen [u. a.] 1971